# Buddy Holly (Weezer)
Buddy Holly è un singolo del gruppo musicale statunitense Weezer, pubblicato il 7 settembre 1994 come secondo estratto dal primo album in studio Weezer (The Blue Album).

## Descrizione
Considerato come uno dei fiori all'occhiello del power pop moderno, per il sound che si presenta come un mix di chitarre di stampo rock e melodie pop, Buddy Holly venne pubblicato in occasione del 58º compleanno del celebre cantautore, morto in un incidente aereo.

## Video musicale
Il video, diretto da Spike Jonze, mostra il gruppo che suona nel locale "Arnold's", sullo scenario della serie televisiva Happy Days.
Il videoclip della canzone diventò così popolare che Microsoft lo incluse tra i contenuti bonus del CD-ROM di Windows 95.

## Tracce
1. Buddy Holly – 2:40 (Rivers Cuomo)
2. My Name Is Jonas (live) – 3:40 (Jason Cropper, Cuomo, Patrick Wilson)
3. Surf Wax America (live) – 4:09 (Cuomo, Wilson)

## Formazione
- Rivers Cuomo – voce, chitarra
- Brian Bell – chitarra
- Matt Sharp – basso
- Patrick Wilson – batteria

## Giudizi e critiche[4]
- numero 497 Lista delle 500 migliori canzoni secondo Rolling Stone.
- numero 364 Blender's Top 500 Songs of the 80s-00s
- numero 52 Kerrang!'s 100 Greatest Singles of All-Time
- numero 101 The Movement's The 100 (+300) Greatest Songs of All Time
- numero 50 The Movement's The 77 Best Singles of the 90s

## Curiosità
- La canzone fu inoltre usata in Italia nel 2005 per lo spot pubblicitario della casa automobilistica francese Renault.
- Il brano è usato anche nel programma di Sky Sport Gnok Calcio Show come sigla di chiusura.